# 福場也実
福場 也実（ふくば なりみ、1989年10月20日 - ）は、元TASAKIペルーレFC所属の女子サッカー選手。広島県出身。ポジションはミッドフィールダー。山陽女学園高等部卒。

## 経歴
中学生時代は地元クラブチーム、青崎サッカークラブ HANAKOでプレー。在籍中にU-15広島県選抜チームに参加し、全日本女子ユース (U-15)サッカー選手権大会に出場した。その後山陽女学園高等部に進学し、サッカー部に所属。全日本高等学校女子サッカー選手権大会に出場した。

2008年、田崎真珠に就職と同時にTASAKIペルーレFCに入団。しかし同年でチームの休部が決まり、シーズン終了時に引退が発表された。

## 成績

### 出場記録
| 年   | クラブ           | リーグ                      | 背番号 | ポジション | 試合 | 得点 |
| ---- | ---------------- | --------------------------- | ------ | ---------- | ---- | ---- |
| 2008 | TASAKIペルーレFC | なでしこリーグディビジョン1 | 23     | MF         | 0    | 0    |

## 選出歴等
- U-15広島県選抜 (2004年)
- U-18広島県選抜 (2004年)